# Bruce Springsteen/Diskografie
Diese Diskografie ist eine Übersicht über die musikalischen Werke des US-amerikanischen Rockmusikers Bruce Springsteen. Den Quellenangaben und Schallplattenauszeichnungen zufolge hat er bisher mehr als 141,6 Millionen Tonträger verkauft, damit zählt er zu den Interpreten mit den meisten verkauften Tonträgern weltweit. Er konnte alleine in seiner Heimat über 90,7 Millionen Tonträger verkaufen sowie über 5,7 Millionen in Deutschland, womit er zu den Interpreten mit den meisten Tonträgerverkäufen des Landes zählt. Seine erfolgreichste Veröffentlichung ist das Album Born in the U.S.A. mit über 30 Millionen verkauften Einheiten. Das Album verkaufte sich alleine in Deutschland über eine Million Mal, genauso wie seine Kompilation Greatest Hits. Beide Millionenseller zählen in Deutschland zu den meistverkauften Alben des Landes.

## Alben

### Studioalben
| Jahr | Titel Musiklabel                                                          | Höchstplatzierung, Gesamtwochen/‑monate, AuszeichnungChartplatzierungen (Jahr, Titel, Musiklabel, Platzierungen, Wochen/Monate, Auszeichnungen, Anmerkungen) | Höchstplatzierung, Gesamtwochen/‑monate, AuszeichnungChartplatzierungen (Jahr, Titel, Musiklabel, Platzierungen, Wochen/Monate, Auszeichnungen, Anmerkungen) | Höchstplatzierung, Gesamtwochen/‑monate, AuszeichnungChartplatzierungen (Jahr, Titel, Musiklabel, Platzierungen, Wochen/Monate, Auszeichnungen, Anmerkungen) | Höchstplatzierung, Gesamtwochen/‑monate, AuszeichnungChartplatzierungen (Jahr, Titel, Musiklabel, Platzierungen, Wochen/Monate, Auszeichnungen, Anmerkungen) | Höchstplatzierung, Gesamtwochen/‑monate, AuszeichnungChartplatzierungen (Jahr, Titel, Musiklabel, Platzierungen, Wochen/Monate, Auszeichnungen, Anmerkungen) | Anmerkungen                                                    |
| Jahr | Titel Musiklabel                                                          | DE | AT | CH | UK | US | Anmerkungen                                                    |
| ---- | ------------------------------------------------------------------------- | --- | --- | --- | --- | --- | -------------------------------------------------------------- |
| 1973 | Greetings from Asbury Park, N.J. Columbia Records (Columbia)              | — | — | — | UK41 a Silber · (10 Wo.)UK | US60 ×2Doppelplatin · (43 Wo.)US | Erstveröffentlichung: 5. Januar 1973 Verkäufe: + 2.095.000     |
| 1973 | The Wild, the Innocent & the E Street Shuffle Columbia Records (Columbia) | — | — | — | UK33 a Silber · (12 Wo.)UK | US59 ×2Doppelplatin · (34 Wo.)US | Erstveröffentlichung: 11. September 1973 Verkäufe: + 2.095.000 |
| 1975 | Born to Run Columbia Records (Columbia)                                   | — | — | — | UK17 Platin · (52 Wo.)UK | US3 ×7Siebenfachplatin · (116 Wo.)US | Erstveröffentlichung: 25. August 1975 Verkäufe: + 7.917.500    |
| 1978 | Darkness on the Edge of Town Columbia Records (Columbia)                  | — | — | — | UK14 Gold · (41 Wo.)UK | US5 ×3Dreifachplatin · (104 Wo.)US | Erstveröffentlichung: 2. Juni 1978 Verkäufe: + 3.380.000       |
| 1980 | The River Columbia Records (Columbia)                                     | DE31 Gold · (12 Wo.)DE | — | CH36 (3 Wo.)CH | UK2 Platin · (89 Wo.)UK | US1 ×5Fünffachplatin · (110 Wo.)US | Erstveröffentlichung: 10. Oktober 1980 Verkäufe: + 6.360.000   |
| 1982 | Nebraska Columbia Records (Columbia)                                      | DE37 (6 Wo.)DE | — | CH73 (1 Wo.)CH | UK3 Gold · (19 Wo.)UK | US3 Platin · (32 Wo.)US | Erstveröffentlichung: 20. September 1982 Verkäufe: + 1.840.000 |
| 1984 | Born in the U.S.A. Columbia Records (Columbia)                            | DE1 ×2Doppelplatin · (97 Wo.)DE | AT1 (61 Wo.)AT | CH1 ×3Dreifachplatin · (74 Wo.)CH | UK1 ×3Dreifachplatin · (136 Wo.)UK | US1 ×7Diamant + Siebenfachplatin · (144 Wo.)US | Erstveröffentlichung: 4. Juni 1984 Verkäufe: + 30.000.000      |
| 1987 | Tunnel of Love Columbia Records (Columbia)                                | DE3 Gold · (39 Wo.)DE | AT6 (2 Mt.)AT | CH2 Platin · (29 Wo.)CH | UK1 Platin · (33 Wo.)UK | US1 ×3Dreifachplatin · (45 Wo.)US | Erstveröffentlichung: 9. Oktober 1987 Verkäufe: + 4.930.716    |
| 1992 | Human Touch Columbia Records (Sony)                                       | DE2 Gold · (25 Wo.)DE | AT1 Gold · (16 Wo.)AT | CH1 Platin · (19 Wo.)CH | UK1 Gold · (17 Wo.)UK | US2 Platin · (27 Wo.)US | Erstveröffentlichung: 25. März 1992 Verkäufe: + 2.377.500      |
| 1992 | Lucky Town Columbia Records (Sony)                                        | DE4 Gold · (25 Wo.)DE | AT2 Gold · (15 Wo.)AT | CH2 Gold · (16 Wo.)CH | UK2 Gold · (11 Wo.)UK | US3 Platin · (23 Wo.)US | Erstveröffentlichung: 31. März 1992 Verkäufe: + 2.377.500      |
| 1995 | The Ghost of Tom Joad Columbia Records (Sony)                             | DE22 (23 Wo.)DE | AT13 Gold · (16 Wo.)AT | CH8 (14 Wo.)CH | UK16 Gold · (21 Wo.)UK | US11 Gold · (14 Wo.)US | Erstveröffentlichung: 21. November 1995 Verkäufe: + 1.685.000  |
| 2002 | The Rising Columbia Records (Sony)                                        | DE1 Platin · (37 Wo.)DE | AT2 Gold · (18 Wo.)AT | CH2 Gold · (14 Wo.)CH | UK1 Platin · (22 Wo.)UK | US1 ×2Doppelplatin · (37 Wo.)US | Erstveröffentlichung: 29. Juli 2002 Verkäufe: + 3.228.121      |
| 2005 | Devils & Dust Columbia Records (Sony)                                     | DE1 Gold · (15 Wo.)DE | AT1 Gold · (16 Wo.)AT | CH1 (12 Wo.)CH | UK1 Gold · (8 Wo.)UK | US1 Gold · (13 Wo.)US | Erstveröffentlichung: 26. April 2005 Verkäufe: + 1.107.500     |
| 2006 | We Shall Overcome: The Seeger Sessions Columbia Records (Sony BMG)        | DE5 Gold · (23 Wo.)DE | AT3 (11 Wo.)AT | CH5 (14 Wo.)CH | UK3 Gold · (10 Wo.)UK | US3 Gold · (22 Wo.)US | Erstveröffentlichung: 25. April 2006 Verkäufe: + 1.010.000     |
| 2007 | Magic Columbia Records (Sony BMG)                                         | DE3 Platin · (28 Wo.)DE | AT1 Gold · (13 Wo.)AT | CH4 Gold · (15 Wo.)CH | UK1 Gold · (17 Wo.)UK | US1 Platin · (26 Wo.)US | Erstveröffentlichung: 25. September 2007 Verkäufe: + 2.092.500 |
| 2009 | Working on a Dream Columbia Records (Sony)                                | DE1 Gold · (18 Wo.)DE | AT1 Gold · (24 Wo.)AT | CH1 Gold · (25 Wo.)CH | UK1 Gold · (16 Wo.)UK | US1 Gold · (18 Wo.)US | Erstveröffentlichung: 23. Januar 2009 Verkäufe: + 1.092.410    |
| 2012 | Wrecking Ball Columbia Records (Sony)                                     | DE1 Platin · (20 Wo.)DE | AT1 Gold · (29 Wo.)AT | CH1 Gold · (26 Wo.)CH | UK1 Gold · (22 Wo.)UK | US1 Gold · (26 Wo.)US | Erstveröffentlichung: 6. März 2012 Verkäufe: + 1.141.000       |
| 2014 | High Hopes Columbia Records (Sony)                                        | DE1 Gold · (12 Wo.)DE | AT2 Gold · (11 Wo.)AT | CH1 Gold · (14 Wo.)CH | UK1 Gold · (9 Wo.)UK | US1 (14 Wo.)US | Erstveröffentlichung: 10. Januar 2014 Verkäufe: + 402.500      |
| 2019 | Western Stars Columbia Records (Sony)                                     | DE1 Gold · (30 Wo.)DE | AT1 (25 Wo.)AT | CH1 (32 Wo.)CH | UK1 Gold · (19 Wo.)UK | US2 (4 Wo.)US | Erstveröffentlichung: 14. Juni 2019 Verkäufe: + 320.000        |
| 2020 | Letter to You Columbia Records (Sony)                                     | DE2 Gold · (22 Wo.)DE | AT1 (20 Wo.)AT | CH1 Gold · (24 Wo.)CH | UK1 Gold · (11 Wo.)UK | US2 (9 Wo.)US | Erstveröffentlichung: 23. Oktober 2020 Verkäufe: + 345.000     |
| 2022 | Only the Strong Survive Columbia Records (Sony)                           | DE1 (13 Wo.)DE | AT1 (11 Wo.)AT | CH1 (14 Wo.)CH | UK2 Silber · (8 Wo.)UK | US8 (4 Wo.)US | Erstveröffentlichung: 11. November 2022 Verkäufe: + 155.000    |

grau schraffiert: keine Chartdaten aus diesem Jahr verfügbar

### Livealben
| Jahr | Titel Musiklabel                                             | Höchstplatzierung, Gesamtwochen/‑monate, AuszeichnungChartplatzierungen (Jahr, Titel, Musiklabel, Platzierungen, Wochen/Monate, Auszeichnungen, Anmerkungen) | Höchstplatzierung, Gesamtwochen/‑monate, AuszeichnungChartplatzierungen (Jahr, Titel, Musiklabel, Platzierungen, Wochen/Monate, Auszeichnungen, Anmerkungen) | Höchstplatzierung, Gesamtwochen/‑monate, AuszeichnungChartplatzierungen (Jahr, Titel, Musiklabel, Platzierungen, Wochen/Monate, Auszeichnungen, Anmerkungen) | Höchstplatzierung, Gesamtwochen/‑monate, AuszeichnungChartplatzierungen (Jahr, Titel, Musiklabel, Platzierungen, Wochen/Monate, Auszeichnungen, Anmerkungen) | Höchstplatzierung, Gesamtwochen/‑monate, AuszeichnungChartplatzierungen (Jahr, Titel, Musiklabel, Platzierungen, Wochen/Monate, Auszeichnungen, Anmerkungen) | Anmerkungen                                                                                          |
| Jahr | Titel Musiklabel                                             | DE | AT | CH | UK | US | Anmerkungen                                                                                          |
| ---- | ------------------------------------------------------------ | --- | --- | --- | --- | --- | --- |
| 1986 | Live/1975–85 Columbia Records (Columbia)                     | DE8 Gold · (15 Wo.)DE | AT8 Gold · (2 Mt.)AT | CH6 Gold · (13 Wo.)CH | UK4 Gold · (9 Wo.)UK | US1 ×3Diamant + Dreifachplatin · (26 Wo.)US | Erstveröffentlichung: 10. November 1986 Verkäufe: + 13.807.402                                       |
| 1993 | In Concert / MTV Plugged Columbia Records (Sony)             | DE19 (14 Wo.)DE | AT15 (10 Wo.)AT | CH8 (9 Wo.)CH | UK4 Gold · (7 Wo.)UK | US189 (1 Wo.)US | Erstveröffentlichung: 13. April 1993 Verkäufe: + 150.000                                             |
| 2001 | Live in New York City Columbia Records (Sony)                | DE9 (9 Wo.)DE | AT10 (10 Wo.)AT | CH13 (9 Wo.)CH | UK12 Silber · (7 Wo.)UK | US5 Platin · (8 Wo.)US | Erstveröffentlichung: 3. April 2001 Verkäufe: + 1.110.000                                            |
| 2006 | Hammersmith Odeon, London ’75 Columbia Records (Sony BMG)    | DE74 (1 Wo.)DE | AT71 (2 Wo.)AT | — | UK33 (3 Wo.)UK | US93 (2 Wo.)US | Erstveröffentlichung: 28. Februar 2006                                                               |
| 2007 | Live in Dublin Columbia Records (Sony BMG)                   | DE11 (11 Wo.)DE | AT20 (5 Wo.)AT | CH28 (6 Wo.)CH | UK21 Gold · (3 Wo.)UK | US23 (5 Wo.)US | Erstveröffentlichung: 5. Juni 2007 Verkäufe: + 110.000; Bruce Springsteen & The Seeger Sessions Band |
| 2018 | Springsteen on Broadway Columbia Records (Sony)              | DE7 (10 Wo.)DE | AT1 (7 Wo.)AT | CH2 (10 Wo.)CH | UK6 Silber · (6 Wo.)UK | US11 (2 Wo.)US | Erstveröffentlichung: 14. Dezember 2018 Verkäufe: + 85.000                                           |
| 2021 | The Legendary 1979 No Nukes Concerts Columbia Records (Sony) | DE7 (8 Wo.)DE | AT8 (2 Wo.)AT | CH11 (4 Wo.)CH | UK11 (3 Wo.)UK | US33 (1 Wo.)US | Erstveröffentlichung: 19. November 2021                                                              |

### Kompilationen
| Jahr | Titel Musiklabel                                                        | Höchstplatzierung, Gesamtwochen, AuszeichnungChartplatzierungen (Jahr, Titel, Musiklabel, Platzierungen, Wochen, Auszeichnungen, Anmerkungen) | Höchstplatzierung, Gesamtwochen, AuszeichnungChartplatzierungen (Jahr, Titel, Musiklabel, Platzierungen, Wochen, Auszeichnungen, Anmerkungen) | Höchstplatzierung, Gesamtwochen, AuszeichnungChartplatzierungen (Jahr, Titel, Musiklabel, Platzierungen, Wochen, Auszeichnungen, Anmerkungen) | Höchstplatzierung, Gesamtwochen, AuszeichnungChartplatzierungen (Jahr, Titel, Musiklabel, Platzierungen, Wochen, Auszeichnungen, Anmerkungen) | Höchstplatzierung, Gesamtwochen, AuszeichnungChartplatzierungen (Jahr, Titel, Musiklabel, Platzierungen, Wochen, Auszeichnungen, Anmerkungen) | Anmerkungen                                                                                      |
| Jahr | Titel Musiklabel                                                        | DE | AT | CH | UK | US | Anmerkungen                                                                                      |
| ---- | ----------------------------------------------------------------------- | --- | --- | --- | --- | --- | ------------------------------------------------------------------------------------------------ |
| 1995 | Greatest Hits Columbia Records (Sony)                                   | DE1 ×2Doppelplatin · (45 Wo.)DE | AT1 ×2Doppelplatin · (29 Wo.)AT | CH1 Platin · (36 Wo.)CH | UK1 ×4Vierfachplatin · (142 Wo.)UK | US1 ×6Sechsfachplatin · (48 Wo.)US | Erstveröffentlichung: 28. Februar 1995 Verkäufe: + 12.360.000                                    |
| 1998 | Tracks Columbia Records (Sony)                                          | DE63 (6 Wo.)DE | — | — | UK50 Silber · (7 Wo.)UK | US27 Platin · (7 Wo.)US | Erstveröffentlichung: 10. November 1998 Verkäufe: + 1.135.000                                    |
| 1999 | 18 Tracks Columbia Records (Sony)                                       | DE8 (14 Wo.)DE | AT3 (14 Wo.)AT | CH11 (7 Wo.)CH | UK23 Silber · (7 Wo.)UK | US64 (6 Wo.)US | Erstveröffentlichung: 13. April 1999 Verkäufe: + 200.000                                         |
| 2003 | The Essential Bruce Springsteen Columbia Records (Sony)                 | — | AT12 (11 Wo.)AT | CH35 (5 Wo.)CH | UK15 b Platin · (20 Wo.)UK | US14 ×2Doppelplatin · (13 Wo.)US | Erstveröffentlichung: 11. November 2003 Verkäufe: + 2.615.736                                    |
| 2009 | Greatest Hits Columbia Records (Sony)                                   | DE25 (12 Wo.)DE | AT7 (13 Wo.)AT | CH12 (13 Wo.)CH | UK3 Gold · (10 Wo.)UK | US43 (8 Wo.)US | Erstveröffentlichung: 13. Januar 2009 Verkäufe: + 155.000; Bruce Springsteen & The E Street Band |
| 2010 | The Promise Columbia Records (Sony)                                     | DE1 Gold · (16 Wo.)DE | AT5 (12 Wo.)AT | CH9 (12 Wo.)CH | UK7 Gold · (10 Wo.)UK | US16 c Gold · (9 Wo.)US | Erstveröffentlichung: 16. November 2010 Verkäufe: + 870.000                                      |
| 2013 | Collection 1973 – 2012 Columbia Records (Sony)                          | DE23 (8 Wo.)DE | AT15 (4 Wo.)AT | CH23 (6 Wo.)CH | — | — | Erstveröffentlichung: 8. März 2013                                                               |
| 2016 | Chapter and Verse Columbia Records (Sony)                               | DE4 (5 Wo.)DE | AT2 (7 Wo.)AT | CH6 (7 Wo.)CH | UK2 Silber · (14 Wo.)UK | US5 (7 Wo.)US | Erstveröffentlichung: 23. September 2016 Verkäufe: + 120.000                                     |
| 2024 | Best of Bruce Springsteen Columbia Records (Sony)                       | DE6 (3 Wo.)DE | AT5 (3 Wo.)AT | CH8 (2 Wo.)CH | UK15 Gold · (14 Wo.)UK | US121 (1 Wo.)US | Erstveröffentlichung: 19. April 2024 Verkäufe: + 107.500                                         |
| 2025 | Lost and Found: Selections from the Lost Albums Columbia Records (Sony) | DE5 (3 Wo.)DE | AT2 (5 Wo.)AT | — | — | — | Erstveröffentlichung: 27. Juni 2025                                                              |

### EPs
| Jahr | Titel Musiklabel                              | Höchstplatzierung, Gesamtwochen, AuszeichnungChartplatzierungen (Jahr, Titel, Musiklabel, Platzierungen, Wochen, Auszeichnungen, Anmerkungen) | Höchstplatzierung, Gesamtwochen, AuszeichnungChartplatzierungen (Jahr, Titel, Musiklabel, Platzierungen, Wochen, Auszeichnungen, Anmerkungen) | Höchstplatzierung, Gesamtwochen, AuszeichnungChartplatzierungen (Jahr, Titel, Musiklabel, Platzierungen, Wochen, Auszeichnungen, Anmerkungen) | Höchstplatzierung, Gesamtwochen, AuszeichnungChartplatzierungen (Jahr, Titel, Musiklabel, Platzierungen, Wochen, Auszeichnungen, Anmerkungen) | Höchstplatzierung, Gesamtwochen, AuszeichnungChartplatzierungen (Jahr, Titel, Musiklabel, Platzierungen, Wochen, Auszeichnungen, Anmerkungen) | Anmerkungen                                                      |
| Jahr | Titel Musiklabel                              | DE | AT | CH | UK | US | Anmerkungen                                                      |
| ---- | --------------------------------------------- | --- | --- | --- | --- | --- | ---------------------------------------------------------------- |
| 1987 | Live Collection Columbia Records (Sony)       | — | — | — | — | — | Erstveröffentlichung: 22. April 1987 nur in Japan veröffentlicht |
| 1988 | Chimes of Freedom Columbia Records (Columbia) | — | — | — | — | — | Erstveröffentlichung: September 1988                             |
| 1996 | Blood Brothers Columbia Records (Sony)        | — | — | — | — | — | Erstveröffentlichung: 1996                                       |
| 2008 | Magic Tour Highlights Columbia Records (Sony) | — | — | — | — | US48 (1 Wo.)US | Erstveröffentlichung: 15. Juli 2008                              |
| 2014 | American Beauty Columbia Records (Sony)       | — | — | — | UK83 (1 Wo.)UK | US31 (1 Wo.)US | Erstveröffentlichung: 19. April 2014                             |
| 2025 | Land of Hope & Dreams Columbia Records (Sony) | — | — | CH81 (1 Wo.)CH | — | — | Erstveröffentlichung: 20. Mai 2025                               |

## Singles

### Als Leadmusiker
| Jahr | Titel Album                                                                    | Höchstplatzierung, Gesamtwochen/‑monate, AuszeichnungChartplatzierungen (Jahr, Titel, Album, Platzierungen, Wochen/Monate, Auszeichnungen, Anmerkungen) | Höchstplatzierung, Gesamtwochen/‑monate, AuszeichnungChartplatzierungen (Jahr, Titel, Album, Platzierungen, Wochen/Monate, Auszeichnungen, Anmerkungen) | Höchstplatzierung, Gesamtwochen/‑monate, AuszeichnungChartplatzierungen (Jahr, Titel, Album, Platzierungen, Wochen/Monate, Auszeichnungen, Anmerkungen) | Höchstplatzierung, Gesamtwochen/‑monate, AuszeichnungChartplatzierungen (Jahr, Titel, Album, Platzierungen, Wochen/Monate, Auszeichnungen, Anmerkungen) | Höchstplatzierung, Gesamtwochen/‑monate, AuszeichnungChartplatzierungen (Jahr, Titel, Album, Platzierungen, Wochen/Monate, Auszeichnungen, Anmerkungen) | Anmerkungen | [↑]: gemeinsam behandelt mit vorhergehendem Eintrag; [←]: in beiden Charts platziert |
| Jahr | Titel Album                                                                    | DE | AT | CH | UK | US | Anmerkungen |                                                                                      |
| --- | ------------------------------------------------------------------------------ | --- | --- | --- | --- | --- | --- | ------------------------------------------------------------------------------------ |
| 1973 | Blinded by the Light Greetings from Asbury Park, N.J.                          | — | — | — | — | — | Erstveröffentlichung: 1. Februar 1973 |                                                                                      |
| 1973 | Spirit in the Night / For You Greetings from Asbury Park, N.J.                 | — | — | — | — | — | Erstveröffentlichung: 11. Mai 1973 |                                                                                      |
| 1975 | Born to Run                                                                    | — | — | — | UK93 Platin · (1 Wo.)UK | US23 ×2Doppelplatin · (11 Wo.)US | Erstveröffentlichung: 25. August 1975 |                                                                                      |
| 1975 | Tenth Avenue Freeze-Out Born to Run                                            | — | — | — | — | US83 (3 Wo.)US | Erstveröffentlichung: Dezember 1975 |                                                                                      |
| 1975 | 4th of July, Asbury Park (Sandy) The Wild, the Innocent & the E Street Shuffle | — | — | — | — | — | Erstveröffentlichung: 1975 |                                                                                      |
| 1977 | Rosalita (Come Out Tonight) The Wild, the Innocent & the E Street Shuffle      | — | — | — | — | US— GoldUS | Erstveröffentlichung: 2. März 1977 |                                                                                      |
| 1978 | Prove It All Night Darkness on the Edge of Town                                | — | — | — | — | US33 (9 Wo.)US | Erstveröffentlichung: 23. Mai 1978 |                                                                                      |
| 1978 | Badlands Darkness on the Edge of Town                                          | — | — | — | — | US42 (8 Wo.)US | Erstveröffentlichung: Juli 1978 |                                                                                      |
| 1978 | The Promised Land Darkness on the Edge of Town                                 | — | — | — | — | — | Erstveröffentlichung: Oktober 1978 |                                                                                      |
| 1980 | Hungry Heart The River                                                         | DE62 (10 Wo.)DE | AT11 (1½ Mt.)AT | — | UK28 Gold · (7 Wo.)UK | US5 Gold · (18 Wo.)US | Erstveröffentlichung: 21. Oktober 1980 |                                                                                      |
| 1980 | Sherry Darling The River                                                       | — | — | — | — | — | Erstveröffentlichung: Oktober 1980 |                                                                                      |
| 1980 | Fade Away The River                                                            | — | — | — | — | US20 (12 Wo.)US | Erstveröffentlichung: Dezember 1980 |                                                                                      |
| 1981 | The River                                                                      | — | — | — | UK35 Silber · (6 Wo.)UK | US— GoldUS | Erstveröffentlichung: Mai 1981 |                                                                                      |
| 1981 | Cadillac Ranch The River                                                       | — | — | — | — | — | Erstveröffentlichung: August 1981 |                                                                                      |
| 1982 | Atlantic City Nebraska                                                         | — | — | — | — | — | Erstveröffentlichung: Dezember 1982 |                                                                                      |
| 1982 | Open All Night Nebraska                                                        | — | — | — | — | — | Erstveröffentlichung: 1982 |                                                                                      |
| 1984 | Dancing in the Dark Born in the U.S.A.                                         | DE— GoldDE | — | — | UK4 ×3Dreifachplatin · (30 Wo.)UK | US2 ×4Vierfachplatin · (21 Wo.)US | Erstveröffentlichung: 4. Mai 1984 |                                                                                      |
| 1984 | Cover Me Born in the U.S.A.                                                    | — | — | — | UK16 (21 Wo.)UK | US7 Gold · (18 Wo.)US | Erstveröffentlichung: 31. Juli 1984 |                                                                                      |
| 1984 | Born in the U.S.A.                                                             | DE— GoldDE | AT13 (5 Mt.)AT | — | UK5 Platin (Born in the U.S.A.) + Platin (I’m on Fire) · (12 Wo.)UK                                                                                     | US9 ×3Dreifachplatin · (17 Wo.)US | Erstveröffentlichung: 30. Oktober 1984 |                                                                                      |
| 1985 | I’m on Fire Born in the U.S.A.                                                 | DE16 Gold · (19 Wo.)DE | AT10 (2 Mt.)AT | CH15 (14 Wo.)CH[UK: ↑] | UK5 Platin (Born in the U.S.A.) + Platin (I’m on Fire) · (12 Wo.)UK                                                                                     | US6 ×2Doppelplatin · (20 Wo.)US | Erstveröffentlichung: 6. Februar 1985 |                                                                                      |
| 1985 | Glory Days Born in the U.S.A.                                                  | DE27 (9 Wo.)DE | AT25 (1 Mt.)AT | CH19 (6 Wo.)CH | UK17 Silber · (6 Wo.)UK | US5 Platin · (18 Wo.)US | Erstveröffentlichung: 13. Mai 1985 |                                                                                      |
| 1985 | I’m Goin’ Down Born in the U.S.A.                                              | DE61 (5 Wo.)DE | — | — | — | US9 (13 Wo.)US | Erstveröffentlichung: August 1985 |                                                                                      |
| 1985 | My Hometown / Santa Claus Is Comin’ to Town Born in the U.S.A.                 | — | — | — | UK9 (5 Wo.)UK | US6 Platin · (15 Wo.)US | Erstveröffentlichung: 21. November 1985 |                                                                                      |
| 1986 | War (Live) Live/1975–85                                                        | DE27 (8 Wo.)DE | — | — | UK18 (7 Wo.)UK | US8 (12 Wo.)US | Erstveröffentlichung: 10. November 1986 |                                                                                      |
| 1987 | Fire (Live) Live/1975–85                                                       | — | — | — | UK54 (3 Wo.)UK | US46 (8 Wo.)US | Erstveröffentlichung: 1. Januar 1987 |                                                                                      |
| 1987 | Born to Run (Live) Live/1975–85                                                | — | — | — | UK16 (4 Wo.)UK | — | Erstveröffentlichung: 1987 |                                                                                      |
| 1987 | Brilliant Disguise Tunnel of Love                                              | DE38 (7 Wo.)DE | — | CH16 (4 Wo.)CH | UK20 (5 Wo.)UK | US5 (16 Wo.)US | Erstveröffentlichung: 21. September 1987 |                                                                                      |
| 1987 | Tunnel of Love                                                                 | — | — | — | UK45 (4 Wo.)UK | US9 (16 Wo.)US | Erstveröffentlichung: 17. Oktober 1987 |                                                                                      |
| 1988 | One Step Up Tunnel of Love                                                     | — | — | — | — | US13 (15 Wo.)US | Erstveröffentlichung: 27. Februar 1988 |                                                                                      |
| 1988 | Tougher Than the Rest Tunnel of Love                                           | DE25 (11 Wo.)DE | AT11 (2 Mt.)AT | CH3 d (15 Wo.)CH | UK13 (8 Wo.)UK | — | Erstveröffentlichung: 23. Juni 1988 |                                                                                      |
| 1988 | Spare Parts Tunnel of Love                                                     | — | — | — | UK32 (3 Wo.)UK | — | Erstveröffentlichung: 18. Oktober 1988 |                                                                                      |
| 1992 | Human Touch                                                                    | DE15 (16 Wo.)DE | AT19 (6 Wo.)AT | CH4 (14 Wo.)CH | UK11 (5 Wo.)UK | US16 (16 Wo.)US | Erstveröffentlichung: 9. März 1992 |                                                                                      |
| 1992 | Better Days Lucky Town                                                         | — | — | CH39 (2 Wo.)CH | UK34 (3 Wo.)UK[US: ↑] | US16 (16 Wo.)US | Erstveröffentlichung: 21. März 1992 |                                                                                      |
| 1992 | 57 Channels (And Nothin’ On) Human Touch                                       | — | — | — | UK32 (4 Wo.)UK | US68 (6 Wo.)US | Erstveröffentlichung: 1. Juli 1992 |                                                                                      |
| 1992 | Leap of Faith Lucky Town                                                       | — | — | — | UK46 (3 Wo.)UK | — | Erstveröffentlichung: 1992 |                                                                                      |
| 1992 | If I Should Fall Behind Lucky Town                                             | — | — | — | — | — | Erstveröffentlichung: 1992 |                                                                                      |
| 1993 | Lucky Town (Live) In Concert / MTV Plugged                                     | — | — | — | UK48 (3 Wo.)UK | — | Erstveröffentlichung: 1993 |                                                                                      |
| 1994 | Streets of Philadelphia Greatest Hits                                          | DE1 Gold · (27 Wo.)DE | AT1 Gold · (17 Wo.)AT | CH2 (23 Wo.)CH | UK2 Platin · (13 Wo.)UK | US9 Platin · (20 Wo.)US | Erstveröffentlichung: 31. Januar 1994 |                                                                                      |
| 1995 | Hungry Heart ’95 –                                                             | — | — | — | — | — | Erstveröffentlichung: 1. März 1995 |                                                                                      |
| 1995 | Secret Garden Greatest Hits                                                    | DE66 (10 Wo.)DE | — | — | UK17 Silber · (10 Wo.)UK | US19 Gold · (23 Wo.)US | Erstveröffentlichung: 11. April 1995 |                                                                                      |
| 1995 | Murder Incorporated Greatest Hits                                              | — | — | — | — | — | Erstveröffentlichung: 1995 |                                                                                      |
| 1996 | The Ghost of Tom Joad                                                          | — | — | — | UK26 (2 Wo.)UK | — | Erstveröffentlichung: 9. Februar 1996 |                                                                                      |
| 1996 | Missing Crossing Guard O.S.T.                                                  | DE83 (5 Wo.)DE | — | — | — | — | Erstveröffentlichung: 16. August 1996 |                                                                                      |
| 1996 | Dead Man Walkin’ –                                                             | — | — | — | — | — | Erstveröffentlichung: 21. November 1996 |                                                                                      |
| 1999 | Sad Eyes Tracks                                                                | — | — | — | — | — | Erstveröffentlichung: 25. Januar 1999 |                                                                                      |
| 1999 | I Wanna Be with You Tracks                                                     | — | — | — | — | — | Erstveröffentlichung: 8. Mai 1999 |                                                                                      |
| 2002 | The Rising                                                                     | DE49 (1 Wo.)DE | AT56 (2 Wo.)AT | CH63 (3 Wo.)CH | UK94 (1 Wo.)UK | US52 (11 Wo.)US | Erstveröffentlichung: 16. Juli 2002 |                                                                                      |
| 2002 | Lonesome Day The Rising                                                        | DE92 (1 Wo.)DE | — | — | UK39 (2 Wo.)UK | — | Erstveröffentlichung: 2. Dezember 2002 |                                                                                      |
| 2003 | Waitin’ on a Sunny Day The Rising                                              | DE85 (1 Wo.)DE | — | — | — | — | Erstveröffentlichung: 22. April 2003 |                                                                                      |
| 2005 | Devils & Dust                                                                  | — | — | — | — | US72 (1 Wo.)US | Erstveröffentlichung: 28. März 2005 |                                                                                      |
| 2007 | Radio Nowhere Magic                                                            | DE90 (3 Wo.)DE | — | CH87 (2 Wo.)CH | UK96 (1 Wo.)UK | US— GoldUS | Erstveröffentlichung: 28. August 2007 |                                                                                      |
| 2007 | Santa Claus Is Comin’ to Town –                                                | DE80 (4 Wo.)DE | AT74 (1 Wo.)AT | CH56 (7 Wo.)CH | UK41 Platin · (17 Wo.)UK | US— GoldUS | Erstveröffentlichung: 2007 ursprünglich 1985 als Doppel-A-Single mit My Hometown veröffentlicht Chartersteinstieg teilweise später, siehe Liedartikel |                                                                                      |
| 2008 | Girls in Their Summer Clothes Magic                                            | — | — | — | — | US95 (1 Wo.)US | Erstveröffentlichung: 15. Januar 2008 |                                                                                      |
| 2008 | Working on a Dream                                                             | — | — | CH31 (7 Wo.)CH | — | US95 (1 Wo.)US | Erstveröffentlichung: 21. November 2008 |                                                                                      |
| 2008 | The Wrestler Working on a Dream                                                | — | — | — | UK93 (1 Wo.)UK | — | Erstveröffentlichung: 16. Dezember 2008 |                                                                                      |
| 2009 | What Love Can Do Working on a Dream                                            | — | — | — | — | — | Erstveröffentlichung: 18. April 2009 |                                                                                      |
| 2012 | Rocky Ground Wrecking Ball                                                     | — | — | — | — | — | Erstveröffentlichung: 21. April 2012 |                                                                                      |
| 2014 | High Hopes                                                                     | — | — | CH64 (2 Wo.)CH | — | — | Erstveröffentlichung: 25. November 2014 |                                                                                      |
| 2015 | Party Lights The Ties That Bind: The River Collection                          | — | — | — | — | — | Erstveröffentlichung: 23. September 2015 |                                                                                      |
| 2015 | Meet Me in the City The Ties That Bind: The River Collection                   | — | — | — | — | — | Erstveröffentlichung: 16. Oktober 2015 |                                                                                      |
| 2019 | Hello Sunshine Western Stars                                                   | — | — | — | — | — | Erstveröffentlichung: 26. April 2019 |                                                                                      |
| 2019 | There Goes My Miracle Western Stars                                            | — | — | — | — | — | Erstveröffentlichung: 17. Mai 2019 |                                                                                      |
| 2019 | Tucson Train Western Stars                                                     | — | — | — | — | — | Erstveröffentlichung: 29. Mai 2019 |                                                                                      |
| 2019 | Sundown Western Stars                                                          | — | — | — | — | — | Erstveröffentlichung: 4. Oktober 2019 |                                                                                      |
| 2019 | Western Stars                                                                  | — | — | — | — | — | Erstveröffentlichung: 29. November 2019 |                                                                                      |
| 2020 | Letter to You                                                                  | — | — | — | — | — | Erstveröffentlichung: 10. September 2020 |                                                                                      |
| 2020 | Ghosts Letter to You                                                           | — | — | — | — | — | Erstveröffentlichung: 24. September 2020 |                                                                                      |
| 2022 | Nightshift Only the Strong Survive                                             | — | — | — | — | — | Erstveröffentlichung: 14. Oktober 2022 |                                                                                      |
| 2022 | Do I Love You (Indeed I Do) Only the Strong Survive                            | — | — | — | — | — | Erstveröffentlichung: 19. Dezember 2022 |                                                                                      |
| 2025 | Late in the Evening Tracks II: The Lost Albums                                 | — | — | — | — | — | Erstveröffentlichung: 25. Juli 2025 |                                                                                      |
| Folgende Lieder erschienen nicht als Single, wurden aber durch das Album zum Download und Streaming bereitgestellt und konnten somit eine Platzierung erlangen: |                                                                                | | | | | | |                                                                                      |
| |                                                                                | | | | | | |                                                                                      |
| 2020 | One Minute You’re Here Letter to You                                           | — | — | CH79 (1 Wo.)CH | — | — | Charteinstieg: 1. November 2020 |                                                                                      |

### Als Gastmusiker
| Jahr | Titel Album                                      | Höchstplatzierung, Gesamtwochen, AuszeichnungChartplatzierungen (Jahr, Titel, Album, Platzierungen, Wochen, Auszeichnungen, Anmerkungen) | Höchstplatzierung, Gesamtwochen, AuszeichnungChartplatzierungen (Jahr, Titel, Album, Platzierungen, Wochen, Auszeichnungen, Anmerkungen) | Höchstplatzierung, Gesamtwochen, AuszeichnungChartplatzierungen (Jahr, Titel, Album, Platzierungen, Wochen, Auszeichnungen, Anmerkungen) | Höchstplatzierung, Gesamtwochen, AuszeichnungChartplatzierungen (Jahr, Titel, Album, Platzierungen, Wochen, Auszeichnungen, Anmerkungen) | Höchstplatzierung, Gesamtwochen, AuszeichnungChartplatzierungen (Jahr, Titel, Album, Platzierungen, Wochen, Auszeichnungen, Anmerkungen) | Anmerkungen                                                                      |
| Jahr | Titel Album                                      | DE | AT | CH | UK | US | Anmerkungen                                                                      |
| --- | ------------------------------------------------ | --- | --- | --- | --- | --- | -------------------------------------------------------------------------------- |
| 2020 | Chinatown Take the Sadness Out of Saturday Night | — | — | — | — | — | Erstveröffentlichung: 16. November 2020 Bleachers feat. Bruce Springsteen        |
| 2021 | Dustland –                                       | — | — | — | — | — | Erstveröffentlichung: 16. Juni 2021 The Killers feat. Bruce Springsteen          |
| 2021 | Wasted Days Strictly a One-Eyed Jack             | — | — | — | — | — | Erstveröffentlichung: 29. September 2021 John Mellencamp feat. Bruce Springsteen |
| Folgende Lieder erschienen nicht als Single, wurden aber durch das Album zum Download und Streaming bereitgestellt und konnten somit eine Platzierung erlangen: |                                                  | | | | | |                                                                                  |
| |                                                  | | | | | |                                                                                  |
| 2024 | Sandpaper The Great American Bar Scene           | — | — | — | — | US71 (2 Wo.)US | Charteinstieg: 20. Juli 2024 Zach Bryan feat. Bruce Springsteen                  |

## Videoalben
| Jahr | Titel                                                    | Höchstplatzierung, Gesamtwochen, AuszeichnungChartplatzierungen (Jahr, Titel, Platzierungen, Wochen, Auszeichnungen, Anmerkungen) | Höchstplatzierung, Gesamtwochen, AuszeichnungChartplatzierungen (Jahr, Titel, Platzierungen, Wochen, Auszeichnungen, Anmerkungen) | Höchstplatzierung, Gesamtwochen, AuszeichnungChartplatzierungen (Jahr, Titel, Platzierungen, Wochen, Auszeichnungen, Anmerkungen) | Höchstplatzierung, Gesamtwochen, AuszeichnungChartplatzierungen (Jahr, Titel, Platzierungen, Wochen, Auszeichnungen, Anmerkungen) | Höchstplatzierung, Gesamtwochen, AuszeichnungChartplatzierungen (Jahr, Titel, Platzierungen, Wochen, Auszeichnungen, Anmerkungen) | Anmerkungen                             |
| Jahr | Titel                                                    | DE | AT | CH | UK | US | Anmerkungen                             |
| ---- | -------------------------------------------------------- | --- | --- | --- | --- | --- | --------------------------------------- |
| 1989 | Video Anthology / 1978/88                                | — | — | — | UK4 Gold · (31 Wo.)UK | — | Charteinstieg UK: 2001                  |
| 1992 | In Concert: MTV Plugged                                  | — | — | — | UK18 Gold · (18 Wo.)UK | — | Charteinstieg UK: 2004                  |
| 1996 | Blood Brothers                                           | — | — | — | UK17 (18 Wo.)UK | — |                                         |
| 2001 | The Complete Video Anthology / 1978-2000                 | — | — | — | UK47 (1 Wo.)UK | — |                                         |
| 2001 | Live in New York City                                    | — | — | — | UK15 Platin · (29 Wo.)UK | — |                                         |
| 2003 | Live in Barcelona                                        | — | — | — | UK3 Platin · (27 Wo.)UK | — |                                         |
| 2005 | VH1 Storytellers                                         | — | — | — | UK1 Gold · (21 Wo.)UK | — |                                         |
| 2007 | Live in Dublin                                           | — | — | — | UK1 (38 Wo.)UK | — |                                         |
| 2010 | London Calling: Live in Hyde Park                        | — | — | CH1 (26 Wo.)CH | UK1 Gold · (66 Wo.)UK | — | Erstveröffentlichung: 18. Juni 2010     |
| 2010 | The Promise – The Making of Darkness on the Edge of Town | — | — | CH5 (3 Wo.)CH | UK3 (33 Wo.)UK | — |                                         |
| 2013 | Springsteen & I                                          | — | — | CH4 (2 Wo.)CH | UK2 (27 Wo.)UK | — |                                         |
| 2019 | Western Stars                                            | — | — | — | UK1 Gold · (158 Wo.)UK | — | Erstveröffentlichung: 16. Dezember 2019 |

Weitere Videoalben
- 2005: Wings for Wheels
- 2005: Hammersmith Odeon London '75

## Boxsets
| Jahr | Titel                                                            | Höchstplatzierung, Gesamtwochen, AuszeichnungChartplatzierungen (Jahr, Titel, Platzierungen, Wochen, Auszeichnungen, Anmerkungen) | Höchstplatzierung, Gesamtwochen, AuszeichnungChartplatzierungen (Jahr, Titel, Platzierungen, Wochen, Auszeichnungen, Anmerkungen) | Höchstplatzierung, Gesamtwochen, AuszeichnungChartplatzierungen (Jahr, Titel, Platzierungen, Wochen, Auszeichnungen, Anmerkungen) | Höchstplatzierung, Gesamtwochen, AuszeichnungChartplatzierungen (Jahr, Titel, Platzierungen, Wochen, Auszeichnungen, Anmerkungen) | Höchstplatzierung, Gesamtwochen, AuszeichnungChartplatzierungen (Jahr, Titel, Platzierungen, Wochen, Auszeichnungen, Anmerkungen) | Anmerkungen                                            |
| Jahr | Titel                                                            | DE | AT | CH | UK | US | Anmerkungen                                            |
| ---- | ---------------------------------------------------------------- | --- | --- | --- | --- | --- | ------------------------------------------------------ |
| 2010 | The Collection 1973 – 84 Columbia Records (Sony)                 | DE15 (6 Wo.)DE | AT37 (5 Wo.)AT | CH25 (6 Wo.)CH | UK35 Silber · (4 Wo.)UK | — | Erstveröffentlichung: November 2010 Verkäufe: + 60.000 |
| 2014 | The Album Collection, Vol. 1: 1973–1984 Columbia Records (Sony)  | DE34 (2 Wo.)DE | — | — | — | US82 (1 Wo.)US | Erstveröffentlichung: 17. November 2014                |
| 2015 | The Ties That Bind: The River Collection Columbia Records (Sony) | DE12 (9 Wo.)DE | AT39 (1 Wo.)AT | CH20 (2 Wo.)CH | UK49 Silber · (1 Wo.)UK | US31 (3 Wo.)US | Erstveröffentlichung: 4. Dezember 2015                 |
| 2018 | The Album Collection, Vol. 2: 1987–1996 Columbia Records (Sony)  | DE15 (1 Wo.)DE | AT39 (1 Wo.)AT | CH62 (1 Wo.)CH | — | — | Erstveröffentlichung: 18. Mai 2018                     |
| 2025 | Tracks II: The Lost Albums Columbia Records (Sony)               | DE1 (… Wo.)DE | AT3 (3 Wo.)AT | CH2 (… Wo.)CH | UK2 (… Wo.)UK | US67 (1 Wo.)US | Erstveröffentlichung: 27. Juni 2025                    |

## Promoveröffentlichungen
Promo-Singles
- 2005: All the Way Home
- 2012: We Take Care of Our Own
- 2012: Death to My Hometown

## Sonderveröffentlichungen

### Kompilationen
Die folgenden Veröffentlichungen sind unautorisierte Veröffentlichungen von Radiomitschnitten. Unter live.brucespringsteen.net werden zusätzlich viele Liveaufnahmen offiziell im Direktvertrieb angeboten.

| Jahr | Titel                                                                            | Höchstplatzierung, Gesamtwochen, AuszeichnungChartplatzierungen (Jahr, Titel, Platzierungen, Wochen, Auszeichnungen, Anmerkungen) | Höchstplatzierung, Gesamtwochen, AuszeichnungChartplatzierungen (Jahr, Titel, Platzierungen, Wochen, Auszeichnungen, Anmerkungen) | Höchstplatzierung, Gesamtwochen, AuszeichnungChartplatzierungen (Jahr, Titel, Platzierungen, Wochen, Auszeichnungen, Anmerkungen) | Höchstplatzierung, Gesamtwochen, AuszeichnungChartplatzierungen (Jahr, Titel, Platzierungen, Wochen, Auszeichnungen, Anmerkungen) | Höchstplatzierung, Gesamtwochen, AuszeichnungChartplatzierungen (Jahr, Titel, Platzierungen, Wochen, Auszeichnungen, Anmerkungen) | Anmerkungen                       |
| Jahr | Titel                                                                            | DE | AT | CH | UK | US | Anmerkungen                       |
| ---- | -------------------------------------------------------------------------------- | --- | --- | --- | --- | --- | --------------------------------- |
| 2014 | The Spirit of Radio Parallel Lines                                               | DE38 (1 Wo.)DE | — | — | UK84 (1 Wo.)UK | — | Erstveröffentlichung: Januar 2014 |
| 2014 | Live at the Capitol Theater, Passiac, NJ – September 19th, 1978 Klondike Records | DE79 (1 Wo.)DE | — | — | UK91 (1 Wo.)UK | — | Erstveröffentlichung: Januar 2014 |

### Gastbeiträge
- 2011: Dropkick Murphys – Album Going Out in Style – Duett Peg o’ My Heart

## Statistik

### Chartauswertung
|                     | DE     | AT     | CH     | UK     | US     |
| ------------------- | ------ | ------ | ------ | ------ | ------ |
| Nummer-eins-Alben   | DE11DE | AT11AT | CH10CH | UK12UK | US11US |
| Top-10-Alben        | DE25DE | AT25AT | CH23CH | UK23UK | US23US |
| Alben in den Charts | DE41DE | AT35AT | CH36CH | UK43UK | US42US |

|                       | DE     | AT    | CH     | UK     | US     |
| --------------------- | ------ | ----- | ------ | ------ | ------ |
| Nummer-eins-Singles   | DE1DE  | AT1AT | CH—CH  | UK—UK  | US—US  |
| Top-10-Singles        | DE1DE  | AT2AT | CH3CH  | UK4UK  | US12US |
| Singles in den Charts | DE16DE | AT9AT | CH14CH | UK30UK | US27US |

|                          | DE    | AT    | CH    | UK     | US    |
| ------------------------ | ----- | ----- | ----- | ------ | ----- |
| Nummer-eins-Videoalben   | DE—DE | AT—AT | CH1CH | UK4UK  | US—US |
| Top-10-Videoalben        | DE—DE | AT—AT | CH3CH | UK8UK  | US—US |
| Videoalben in den Charts | DE—DE | AT—AT | CH3CH | UK12UK | US—US |

### Auszeichnungen für Musikverkäufe
| Land/RegionAuszeichnungen für Musikverkäufe (Land/Region, Auszeichnungen, Verkäufe, Quellen) | Silber       | Gold         | Platin         | Diamant     | Verkäufe     | Quellen                                                   |
| -------------------------------------------------------------------------------------------- | ------------ | ------------ | -------------- | ----------- | ------------ | --------------------------------------------------------- |
| Australien (ARIA)                                                                            | —            | 16× Gold16   | 78× Platin78   | —           | 5.305.000    | aria.com.au                                               |
| Belgien (BRMA)                                                                               | —            | 5× Gold5     | 2× Platin2     | —           | 230.000      | ultratop.be                                               |
| Brasilien (PMB)                                                                              | —            | Gold1        | —              | —           | 100.000      | pro-musicabr.org.br                                       |
| Dänemark (IFPI)                                                                              | —            | 7× Gold7     | 19× Platin19   | —           | 950.000      | ifpi.dk                                                   |
| Deutschland (BVMI)                                                                           | —            | 19× Gold19   | 8× Platin8     | —           | 5.825.000    | musikindustrie.de                                         |
| Europa (IFPI)                                                                                | —            | —            | 10× Platin10   | —           | (10.000.000) | ifpi.org (Memento vom 1. Januar 2014 im Internet Archive) |
| Finnland (IFPI)                                                                              | —            | 9× Gold9     | 4× Platin4     | —           | 476.466      | ifpi.fi                                                   |
| Frankreich (SNEP)                                                                            | —            | 19× Gold19   | 2× Platin2     | —           | 2.070.000    | infodisc.fr snepmusique.com                               |
| Irland (IRMA)                                                                                | —            | 2× Gold2     | 12× Platin12   | —           | 174.500      | irishcharts.ie                                            |
| Italien (FIMI)                                                                               | —            | 8× Gold8     | 14× Platin14   | —           | 1.290.000    | fimi.it                                                   |
| Japan (RIAJ)                                                                                 | —            | 2× Gold2     | Platin1        | —           | 400.000      | riaj.or.jp                                                |
| Kanada (MC)                                                                                  | —            | 9× Gold9     | 21× Platin21   | Diamant1    | 3.230.000    | musiccanada.com                                           |
| Mexiko (AMPROFON)                                                                            | —            | Gold1        | 3× Platin3     | —           | 400.000      | amprofon.com.mx                                           |
| Neuseeland (RMNZ)                                                                            | —            | 14× Gold14   | 45× Platin45   | —           | 1.072.500    | aotearoamusiccharts.co.nz NZ2 NZ3                         |
| Niederlande (NVPI)                                                                           | —            | 7× Gold7     | 5× Platin5     | —           | 805.000      | nvpi.nl                                                   |
| Norwegen (IFPI)                                                                              | —            | 3× Gold3     | 5× Platin5     | —           | 335.000      | ifpi.no                                                   |
| Österreich (IFPI)                                                                            | —            | 11× Gold11   | 2× Platin2     | —           | 260.000      | ifpi.at                                                   |
| Portugal (AFP)                                                                               | —            | 6× Gold6     | Platin1        | —           | 75.500       | Einzelnachweise                                           |
| Schweden (IFPI)                                                                              | —            | 9× Gold9     | 12× Platin12   | —           | 1.015.000    | sverigetopplistan.se                                      |
| Schweiz (IFPI)                                                                               | —            | 8× Gold8     | 6× Platin6     | —           | 435.000      | hitparade.ch                                              |
| Spanien (Promusicae)                                                                         | —            | 15× Gold15   | 25× Platin25   | —           | 2.220.000    | elportaldemusica.es ES2 ES3                               |
| Vereinigte Staaten (RIAA)                                                                    | —            | 16× Gold16   | 74× Platin74   | 2× Diamant2 | 90.756.000   | riaa.com                                                  |
| Vereinigtes Königreich (BPI)                                                                 | 14× Silber14 | 25× Gold25   | 24× Platin24   | —           | 12.400.000   | bpi.co.uk                                                 |
| Insgesamt                                                                                    | 14× Silber14 | 212× Gold212 | 373× Platin373 | 3× Diamant3 |              |                                                           |